# Sitana
Sitana — рід ящірок з родини агамових. Має 14 видів.

## Опис
Загальний розмір представників цього роду коливаються від 12 до 20 см. Колір шкіри коричневий, оливково—коричневий з різними відтінками з темний плямами, з боків тягнуться світлі смуги. Черево матово—біле, жовтувате. Горлова торба білувата, синя, червонувата. Має здатність далеко витягати її та розмахувати, нагадуючи вентилятор. За це інколи представників роду Sitana називають «ящірки з горлом-вентилятором». Хвіст довше за голову й тулуб, він тоншає наприкінці. Його розміри у різних видів коливаються. Луска хвоста дорівнює спинній лусці, розташована правильними поперечними кільцями або косими рядками. Кінцівки тонкі з 4 чіпкими пальцями.

## Спосіб життя
Полюбляють кам'янисту та скелясту місцевість з негустою рослинністю. Гарно бігають та лазають по кущам та чагарникам. Харчуються комахами.
Це яйцекладні ящірки. Самиці відкладають до 5 яєць.

## Розповсюдження
Мешкає у Непалі, Індії, Шрі-Ланці, іноді зустрічається у Пакистані.

## Види
- Sitana attenboroughii Sadasivan, Kalesh; Ramesh, M. B.; Palot, Muhamed Jafer; Ambekar, Mayuresh; Mirza, Zeeshan A, 2018[1]
- Sitana devakai Amarasinghe, Ineich & Karunaratna, 2014
- Sitana dharwarensis Ambekar, Murthy, & Mirza 2020
- Sitana fusca Schleich & Kästle, 1998[2]
- Sitana gokakensis Deepak, Khandekar, Chaitanya, & Karanth, 2018
- Sitana kalesari Bahuguna, 2015
- Sitana laticeps Deepak and Giri, 2016[3]
- Sitana marudhamneydhal Deepak, Khandekar, Varma & Chaitanya, 2016
- Sitana ponticeriana Cuvier, 1829
- Sitana schleichi Anders & Kästle, 2002
- Sitana sivalensis Schleich, Kästle & Shah, 1998[4][5]
- Sitana spinaecephalus Deepak, Vyas and Giri, 2016[3]
- Sitana sushili Deepak, Tillack, Kar, Sarkar, & Mohapatra, 2021
- Sitana thondalu Deepak, Khandekar, Chaitanya, & Karanth, 2018
- Sitana visiri Deepak, 2016[3]